# Гайворон (Ніжинський район)
Га́йворон — село в Україні, у Дмитрівській селищній громаді Ніжинського району Чернігівської області.

## Географія
Село розташоване на річці Басанка (права притока річки Ромен, басейн Дніпра). В околицях села знаходяться заповідні об'єкти: ландшафтний заказник місцевого значення Нечай та гідрологічний заказник місцевого значення Гайворонське.

## Населення

### Мова
Розподіл населення за рідною мовою за даними перепису 2001 року:
| Мова       | Кількість | Відсоток |
| ---------- | --------- | -------- |
| українська | 837       | 99.17%   |
| російська  | 6         | 0.71%    |
| білоруська | 1         | 0.12%    |
| Усього     | 844       | 100%     |

## Історія

### Часи Речі Посполитої
Село засноване восени 1636 у складі Речі Посполитої, на території Чернігівського воєводства. Земля мала статус польської «королівщини». Під назвою «городище Гайворон» село було надане королем Сигізмундом III Городецькому старості Кшиштофу Харлевському. 1640 року - включене до складу Вишневеччини князем Яремою Вишневецьким, .

### Козацька доба
Гайворон увійшов до складу Голінської сотні у 1649 році. З 1660-их - перебував у Корибутівській сотні, з часів Гетьмана Івана Самойловича - у Красноколядинській сотні (до 1751),  з 1751 по 1781 - у новій Голінській.
1668 року біля Гайворона союзне військо Кримського ханства та Гетьманщини на чолі з Кирим-Ґераєм і Григорієм Дорошенком розгромило московський загін князя Андрія Ромодановського.
У 1735 році «Правління гетьманського уряду» вперше видало акт на частину Гайворона члену Генеральної військової канцелярії Гетьманщини, великоруському полковнику Гур'єву. 1741 року станова козацька громада відновила свої майнові права. 1750 року Гетьман Кирило Розумовський знову  передав частину села Генеральному Підскарбію Михайлу Васильовичу Скоропадському у «вічне володіння». Після його смерті землю отримав син майора Якова Скоропадського. 
Гайворонська козацька громада не визнавала законність акту Розумовського, до самої ліквідації Гетьманщини Гайворон був епіцентром численних конфліктів Генеральної Військової Канцелярії із козацькою частиною села. Козацькі отамани Гайворона посилалися на документ Генерального Следствія о маєтностях Прилуцкаго полку 1729-1731 годов, де зазначено:
«Сели Дмитровка, Рабухи, Гайворонъ, Галка і Коренецкая, якъ здавна били войсковие і под жаднимы владільцами не найдовались, такожъ і ни на какие уряды не опредиленни били, такъ і нини под видинемъ сотни Красноколядинской обритаются...»

### Після 1861 року
У XIX столітті село увійшло до Голінської волості Конотопського повіту. Стислі історичні відомості про Гайворон упорядковані 1890 Олександром Лазаревським (Лазоренком):
| Село Гайворон, при річці Гайворонці (притока Ромна), поселений у першій половині 17 віку, серед степу, яке займало обидва береги річки Гайворонки, а нині вона перетворилася на болото. Оволодіти Гайвороном намагався Генеральний Суддя Чарниш, але зусиллями Меншикова був усунутий; а згодом 1751 року, Гайворон був відданий Гетьманом Кирилом Розумовським, у вічне володіння Генеральному Підскарбію Михайлу Васильовичу Скоропадському. ...Церква Покрова Пресвятої Богородиці, дерев'яна, старої побудови; оновлена 1845 року. Священик Володимир Давидовський, з 1889 року. Школа - земська... |.
Про село є також згадка у енциклопедичному словнику «Малоросія»:
| ..На північ від станції Дмитрівки, у 6 верстах, на перехресті торгових шляхів розташоване село Гайворон з п’ятитисячним населенням. У селі декілька крамниць й щотижневий базар. Тут таки працює борошномельний млин Ушакової, який заробляє на цьому більше тисячі рублів на рік. У шести верстах на північний схід звідси, по берегах річки Зарукавної – притоки Ромна, лежить волосне село Голінка |.
Перенаселеність села провокувала земельні конфлікти. Жителі Гайворона у 1890-тих роках взяли участь у заснуванні Зеленого Клину - колонізації далекого Сходу Російської імперії. Неподалік озера Ханка переселенці заснували однойменне село - Гайворон, у якому по сьогодні живуть нащадки станових козаків із Конотопського повіту. Серед першопоселенців на Далекому Сході - родини Сівер, Сурмач, Пушкар, Маленко, Сінгур, Радченко.
У XIX столітті в селі проживала родина московського дворянина Петра Ушакова, у якій народився майбутній відомий воєначальник РСЧА - Костянтин Ушаков.
З 1917 село перебувало у складі УНР. На 1991 - село Бахмацького району.

## Сучасний стан
У селі діє загальноосвітня школа І-ІІ ступенів.

### Релігійна громада
Перша православна церква збудована в Гайвороні у часи Гетьмана Богдана Хмельницького. Антимінс надано Константинопольським патріархатом. 1780 тут була дерев'яна Свято-Покровська церква. Новий масивний дерев'яний храм збудовано всередині XIX століття.  Тут же старовинний цвинтар (недіючий). У часи антирелігійної кампанії церква була спаплюжена. Під час Другої світової війни у стінах храму був шпиталь для німецьких окупантів. Храм наново розписаний 1990, оскільки старі образи зіпсувалися через використання церкви у якості зерносховища.
Храмове свято - Покрова Пресвятої Богородиці. Настоятель - о. Віталій Темчур (з 2012 року живе у селі Голінка).
Перша літургія у нововідкритому храмі відправлена 1992 року на Лазареву суботу протоієреєм Анатолієм (Романюком). Церковний хор зберіг особливості літургійного співу, притаманні козацьким приходам Київської митрополії XVIII-XIX століть.

### Символіка села
Опис герба: щит дубоподібно перетятий на срібне і зелене поля. У верхньому полі чорний ворон (гайворон) вправо з червоним дзьобом і лапами та розпростертими крилами.
У нижньому полі дві срібні перехрещені шаблі з золотими руків‘ями вістрями вгору. Щит обрамовано декоративним картушем та увінчано золотою сільською короною.
Пояснення символіки:
Так званий "промовистий герб", коли назва села співзвучна з основним символом герба. Гайворон (гайвір) - птах із роду круків, символ мудрості та довголіття. Крім того, назва села може трактуватися як "гай+ворон", про що свідчать контури дубового листя.
Перехрещені шаблі - знак давнього статусу Гайворона як військового козацького села та пам'ять про бій, що відбувся 1668 року поблизу Гайворона між загоном князя Ромодановського та кримськими татарами. 
Декоративний картуш у стилі українського бароко було розроблено Українським геральдичним товариством на початку 1990-х років на основі давніх традиційних зображень символіки українських громад, і рекомендується як єдиний зразок оформлення сучасних муніципальних гербів.
Золота корона з колосся над щитом застосовується як символ поселення, що має статус села.
Прапор с. Гайворон:
Прапор с. Гайворон містить частково ті ж символи, що й герб села.
Ворон (гайворон) співзвучний з назвою села, а листя дуба і зелений колір вказують на природні особливості місцевості.
Прапор має квадратну форму, оскільки саме така форма рекомендується Українським геральдичним товариством як найдавніша і найбільш традиційна для міст і сіл України.

## Пам'ятки
На сільському кладовищі 40 м від входу у 1960 році споруджено братську могилу 6 воїнів, які загинули у боях з німецькими окупантами у вересні 1943 р. Прізвища невідомі. Також на кладовищі розташована могила воїна-інтернаціоналіста В. В. Висовченка (1964–1984 рр.), на якій у 1985 р. споруджено пам'ятник.
У південно-східній частині села у 1960 році споруджено меморіальний комплекс. До комплексу входять:
- братська могила 13 солдатів;
- пам'ятний знак односельчанам, які загинули в боях з німецькими загарбниками у роки німецько-радянської війни у 1941-1945 роках;
- пам'ятний знак жертвам війни.

Меморіал реконструйовано у 1983 році.

## Відомі уродженці
- Занкевич Андрій Іванович — письменник, антисталініст та антисеміт, історик, журналіст білогвардійської еміграції, активіст РОА;
- Охріменко Григорій Миколайович — радянський полководець. Народний герой Югославії.
- Ушаков Костянтин Петрович (1896–1943) — воєначальник РСЧА СРСР.